# Zatoka Commonwealthu
Zatoka Commonwealthu (ang. Commonwealth Bay) – zatoka między Point Alden a Cape Gray na Wybrzeżu Jerzego V w Antarktydzie Wschodniej. 

## Nazwa
Nazwa upamiętnia zjednoczenie Australii – powstanie Związku Australijskiego (ang. Commonwealth of Australia) – w 1901 roku . 

## Geografia
Zatoka między Point Alden a Cape Gray  na Wybrzeżu Jerzego V w Antarktydzie Wschodniej . Ma ok. 48 km szerokości . 
Zatoka jest znana z rekordowych w skali globu wiatrów katabatycznych – w 1995 roku automatyczna stacja meteorologiczna na Przylądku Denisona odnotowała wiatry katabatyczne wiejące z prędkością dochodzącą w porywach do 205 km/h . Takie prędkości umożliwia szczególna topografia terenu, wytwarzając tzw. efekt dyszy (ang. funneling effect). Riffenburgh (2007) podaje, że prędkość porywów wiatru dochodzi tu do 322 km/h. Mawson (1915) opisywał wiatry, których prędkość szacował na więcej niż 75 m/s (270 km/h) .   
Zatoka nie jest normalnie pokryta lodem z uwagi na działalność wiatrów katabatycznych, które wypychają lód na otwarte wody. W grudniu 2010 roku masywna góra lodowa B09B o powierzchni 100 km² utknęła na mieliźnie w zatoce, uniemożliwiając wędrówkę lodu na otwarte wody. Spowodowało to powstanie trwałej pokrywy lodowej między górą a brzegiem o grubości 3 m. Żyjąca tu kolonia pingwinów Adeli, zależna od dostępu do wód morskich, została odcięta od morza, co spowodowało drastyczny spadek jej liczebności. Liczebność populacji wydrzyków antarktycznych pozostała stabilna. 

## Historia
Zatoka została odkryta w 1912 roku podczas Australasian Antarctic Expedition, której liderem był Douglas Mawson (1911–1914) . Główna baza wyprawy znajdowała się na Przylądku Denisona nad zatoką. Do tej pory zachowały się zabudowania bazy Mawsona – Mawson’s Huts, które otrzymały status Szczególnie Chronionego Obszaru Antarktyki (ang. Antarctic Specially Protected Area, ASPA) – ASPA 162 Mawson’s Huts, Cape Denison, Commonwealth Bay, George V Land, East Antarctica .  